# Ludwig Fliegel
Ludwig Fliegel (* 31. Juli 1865; † 21. April 1947) war ein Schweizer Zahnarzt und Bekämpfer von Tierversuchen.

## Leben
Ludwig Fliegel war neben Anton von Steiger-Jeandrevin und Jules Charles Scholl (1850–1886) einer der „Väter“ der Schweizer Anti-Tierversuchsbewegung. Die erste Erfahrung, die Fliegel mit Nutztieren machte, war wegweisend für ihn: Als er 1890 Zeuge einer Schlachtung wurde, beschloss er, nie mehr Fleisch zu essen, obwohl es über den Vegetarismus zu seiner Zeit nur wenig Informationen gab. Die Ansicht, dass der Mensch durch vollständigen Verzicht auf Fleisch zwangsläufig mit Krankheit, Arbeitsunfähigkeit und vorzeitigem Tod zu rechnen hätte, war im 19. Jahrhundert weit verbreitet.
Zwei Jahre später hörte Fliegel während seines zahnärztlichen Studiums an der Universität Zürich, dass  Justus Gaule während seiner Vorlesungen an unbetäubten Tauben Experimente vornahm, um zu zeigen, dass deren Bewegungsfähigkeit von der Unversehrtheit bestimmter Teile des Gehirns abhängig ist. Daraufhin nahm er sich vor, eine Organisation zu gründen, deren Ziel es sein sollte, ein gesetzliches Verbot aller wissenschaftlichen Tierversuche (damals: Vivisektion) zu erwirken.
Nachdem Ludwig Fliegel 1893 sein zahnärztliches Examen im Alter von 28 Jahren bestanden hatte, gründete er im Frühling 1894 mit dem Pfarrer Jakob von Bergen aus Bassersdorf den Verein zur Bekämpfung der wissenschaftlichen Tierfolter (Vivisektion) Zürich. Erst danach erfuhr er, dass es in Bern und in Genf bereits seit 1883 jeweils einen Antivivisektionsverein gab und dass im Deutschen Reich und in England ebenfalls seit mehreren Jahren gleichartige Organisationen existierten. Am 6. Dezember 1894, auf der ersten Jahresversammlung des von Fliegel und von Bergen gegründeten Vereins, der mittlerweile 600 Mitglieder zählte, beschloss man, eine Volksinitiative für ein Verbot der Vivisektion im Kanton Zürich ins Leben zu rufen. Die Initiative scheiterte 1895, da die Abstimmung zugunsten der Vivisektion ausfiel.
Ludwig Fliegels Engagement sollte die Schweizer Anti-Tierversuchsbewegung 50 Jahre lang prägen: Er verfasste tierversuchskritische Beiträge für Broschüren, Flugblätter und Zeitschriften (häufig anonym); sammelte Presseartikel und Auszüge aus medizinischen und physiologischen Lehrbüchern; hielt Reden; organisierte Veranstaltungen und die Finanzierung, den Druck und die Verteilung von Flugblättern. Der Schriftsteller Magnus Schwantje, der ihn 1903 erstmals in Zürich besucht hatte, berichtete 1935 in einem Artikel zum 70. Geburtstag von Ludwig Fliegel, dass dieser seine antivivisektionistischen Aktivitäten neben seiner Tätigkeit als Zahnarzt täglich bis in die Nacht bewältigte, um danach noch bis zum Morgengrauen neue wissenschaftliche Werke zu studieren.

### „1000 Ärzte gegen die Vivisektion“
1935 erschien das Buch 1000 Ärzte gegen die Vivisektion, das bis heute als Fliegels Hauptwerk gilt. Es enthält ca. 500 im Laufe mehrerer Jahrzehnte gesammelte Zitate, in denen sich vorwiegend Mediziner – darunter Charles Bell, Charles Clay, Hans Much, Lawson Tait
(1845–1899), Erwin Liek, Ernst Grysanowski, Charles Bell-Taylor (1829–1909), Nikolai Iwanowitsch Pirogow, Gennaro Ciaburri, Herbert Lumley Snow (1847–1930), Anna Kingsford, Frederick Treves – gegen den Tierversuch aussprechen. Neben den Mitgliedern der Gesellschaft vivisektionsgegnerischer Ärzte in Österreich sind auch die Namen von ca. 700 Ärzten aufgeführt, die in Petitionen an den österreichischen Reichsrat bzw. den Deutschen Reichstag eine starke Einschränkung der Vivisektion gefordert haben.
Bei der Zusammenstellung des Buches erhielt Ludwig Fliegel Unterstützung von Magnus Schwantje, der am 23. Dezember 1934 vor den Nationalsozialisten in die Schweiz geflohen war. Schwantje verfasste auch das Vorwort, in dem er 48 weitere bekannte Persönlichkeiten (Philosophen, Dichter, Freidenker, Künstler, Schriftsteller, Historiker, Naturforscher, Politiker, Reformer) benennt, die nicht vom medizinischen Fach waren und die Vivisektion verurteilt haben.
Am 1. November 1935 richtete Der Reichs- und Preussische Minister des Innern (Berlin) ein offizielles Schreiben an den Weltbund gegen die Vivisektion und zum Schutze der Tiere (Zürich) betreffend das Buch 1000 Ärzte gegen die Vivisektion von Ludwig Fliegel. Bezugnehmend auf eine Eingabe an den Reichsminister für Volksaufklärung und Propaganda wurde darin mitgeteilt, dass die Frage der Versuche an lebenden Tieren zu wissenschaftlichen Zwecken durch das Tierschutzgesetz vom 24. November 1933 für das deutsche Reichsgebiet einheitlich geregelt worden sei. Man bat, von der Verbreitung dieses Buches in Deutschland demgemäß Abstand zu nehmen.
51 Jahre später veröffentlichte der Schweizer Schriftsteller Hans Ruesch das Buch 1000 Ärzte gegen Tierversuche, das neben einem Faksimile von Ludwig Fliegels 1000 Ärzte gegen die Vivisektion eine erweiterte Zitatesammlung aus dem Zeitraum 1824–1985 enthält.

## Schriften
- Pasteurs angebliche Heilung der Hundswut. Zürich, Oktober 1985.
- Der Misserfolg des Tierexperiments in der Medizin, besonders bei der Bekämpfung der Seuchen (mit Beiträgen von: Dr. G. Ciaburri, Manfred Kyber, Dr. F. Landmann, Prof. Dr. Theodor Lessing, Prof. Dr. Oehninger, Dr. E. Schlegel). Verein gegen die Vivisektion Basel, Bern und Zürich / Internationaler Verein zur Bekämpfung der wissenschaftlichen Tierfolter, Dresden / Vereinigung Schweizerischer Impfzwangsgegner, Zürich 1931.
- 1000 Ärzte gegen die Vivisektion (wissenschaftliche Tierfolter) wegen ihrer Grausamkeit und Nutzlosigkeit. Verband der Schweizerischen Vereine gegen die Vivisektion (Basel, Bern, Genf, Neuenburg, Waadt, Zürich) 1935.
- Systematische Irreführung der Öffentlichkeit durch Zeitungsredaktoren in Fragen der Vivisektion (Tierfolter) und der Heilkunde. Skandalöses Verhalten von Zeitungen im Dienste des vivisektorischen Narren-, Barbaren-, Schmarotzer- und Verbrechertums. Bodan Bücherfabrik AG, Kreuzlingen 1947.
- Kritische Betrachtungen über das Diphterieserum. o. O. und J.
- Pasteur entlarvt. o. O. und J.
- Zum 100. Geburtstag Billroths (Über die Nutzlosigkeit der Tierversuche in der Chirurgie). o. O. und J.